# Théorie générale de l'emploi, de l'intérêt et de la monnaie
La Théorie générale de l'emploi, de l'intérêt et de la monnaie (The General Theory of Employment, Interest and Money) est un livre d'économie publié par John Maynard Keynes en 1936. Il s'agit d'un des livres d'économie les plus influents de l'histoire de la pensée économique. Il est à l'origine de la révolution keynésienne et de la création du keynésianisme.

## Présentation générale
La Théorie générale de l'emploi, de l'intérêt et de la monnaie est le principal ouvrage de John Maynard Keynes. Il fonde la théorie keynésienne en y posant les bases. 

## Résumé

### Prépondérance de la demande
D'un point de vue méthodologique, la Théorie générale est remarquable par l'attention apportée à la demande. Si l'école néoclassique avait toujours privilégié une analyse de l'offre, Keynes s'intéresse aux causes et aux conséquences de la demande. Sa théorie est donc une théorie de la demande.
Keynes développe la thèse selon laquelle la demande est le facteur prépondérant pour déterminer le niveau de la production. Par conséquent, la demande constitue aussi le principal déterminant du niveau d'emploi dans l'économie. Pour expliquer la manière dont les entreprises déterminent leur production et anticipent la demande, Keynes crée le concept de demande effective, selon lequel l'emploi est fonction de la demande anticipée par les entreprises.

### Équilibre de sous-emploi
Keynes approche la théorie néoclassique comme un cas particulier de sa propre théorie. Il soutient que même dans le cas où le marché venait à s'équilibrer (l'offre serait égale à la demande), il peut exister un équilibre de sous-emploi : il n'y a aucune raison pour que l'équilibre sur le marché des biens soit concomitant à un équilibre sur le marché du travail. Le chômage n'est ainsi pas tant lié à l'équilibre du marché des biens et services qu'au niveau de la demande effective.

### Dysfonctionnement des marchés
La théorie keynésienne élaborée dans la Théorie générale est marquée par une conception des marchés comme en dysfonctionnement régulier. Il peut y avoir une absence d'ajustement par les prix entre les demandes et les offres d'emploi, afin de résorber le chômage. L'ajustement se fait donc par les quantités demandées.

### Préférence pour la liquidité
Afin de s'opposer rigoureusement à la théorie néoclassique, Keynes s'attaque à la loi de Say, selon laquelle l'offre crée la demande. Jean-Baptiste Say se fondait sur le postulat de la neutralité de la monnaie, c'est-à-dire d'une monnaie inactive qui ne peut être désirée pour elle-même. Keynes soutient a contrario qu'il existe une véritable préférence pour la liquidité. Il peut ainsi montrer que la monnaie peut être thésaurisée (sortie du circuit économique), ce qui crée des déséquilibres macroéconomiques.

### Efficacité marginale du capital
Keynes crée le concept d'efficacité marginale du capital. Chaque investissement en capital est motivé par l'attente d'un retour sur investissement élevé. Dans le cas où le taux d'intérêt offre une rémunération plus attractive que l'efficacité marginale du capital, les agents économiques préféreront détenir leur capital en obligations plutôt que d'investir. Dans ce cas, la politique monétaire doit abaisser le taux d'intérêt sous le niveau de l'efficacité marginale du capital.

### Loi psychologique fondamentale
L'auteur énonce la loi psychologique fondamentale, selon laquelle lorsque le revenu augmente la consommation augmente, mais dans une moindre proportion. La propension marginale à consommer est plus forte chez les classes populaires que chez les classes bourgeoises.

## Postérité

### Influence
La Théorie générale est aujourd'hui considérée comme le traité de science économique du XXe siècle ayant le plus influencé la discipline. Il s'agit du document fondateur du keynésianisme. Elle donne lieu à beaucoup de commentaires et de discussions économiques, qui eux-mêmes ont donné naissance à d'autres écoles de pensée, comme la synthèse néoclassique.

### Fondation de la macroéconomie
Il est crédité de la fondation de la macroéconomie moderne, qui a longtemps été synonyme du keynésianisme.

## Critique

### Abscondité
Si le livre a rencontré beaucoup de succès, il n'est pas resté longtemps sans critique. Paul A. Samuelson écrira :

« C’est un livre mal écrit, mal construit, et tout profane attiré par la renommée de son auteur se fait escroquer de cinq shillings en achetant cet ouvrage plein de confusion et d’erreurs… Dans la Théorie générale, le système keynésien ne se dégage que de façon floue, comme si son auteur était à peine conscient de son existence et instruit de ses propriétés. Des discours algébriques assommants sont émaillés de vues pénétrantes et d’intuition profondes. Une définition maladroite donne soudain  naissance à un passage inoubliable… Je ne crois pas trahir de secret en disant que personne d’autre à Cambridge (dans le Massachusetts) ne savait de quoi il retournait, douze à dix-huit mois après sa publication. En fait, jusqu’à ce qu’apparaissent les modèles mathématiques de Meade, Lange, Hicks et Harrod, on a tout lieu de croire que Keynes lui-même n’avait pas vraiment compris sa propre analyse. »

### Thèses dépassées
Jusqu'à la veille de la mort de Keynes, Joseph Schumpeter disait que la Théorie générale était un livre fondamental bien que déjà dépassé.

### Mobilisation politique
En 2011, Luzzetti and Ohanian, économistes à l'université UCLA, estiment que le déclin de la Théorie générale à partir des années 70 est principalement dû aux failles révélées au grand jour par la stagflation, phénomène contraire aux conclusions keynésiennes. Ils expliquent le succès actuel de la Théorie générale auprès des décideurs publics et des gouvernements par la pression qu'ils ont à augmenter les dépenses en temps de crise, quelle que soit l'efficacité de ces dépenses.